# 熊島 (丹麥)
55°04′N 10°15′E / 55.067°N 10.250°E

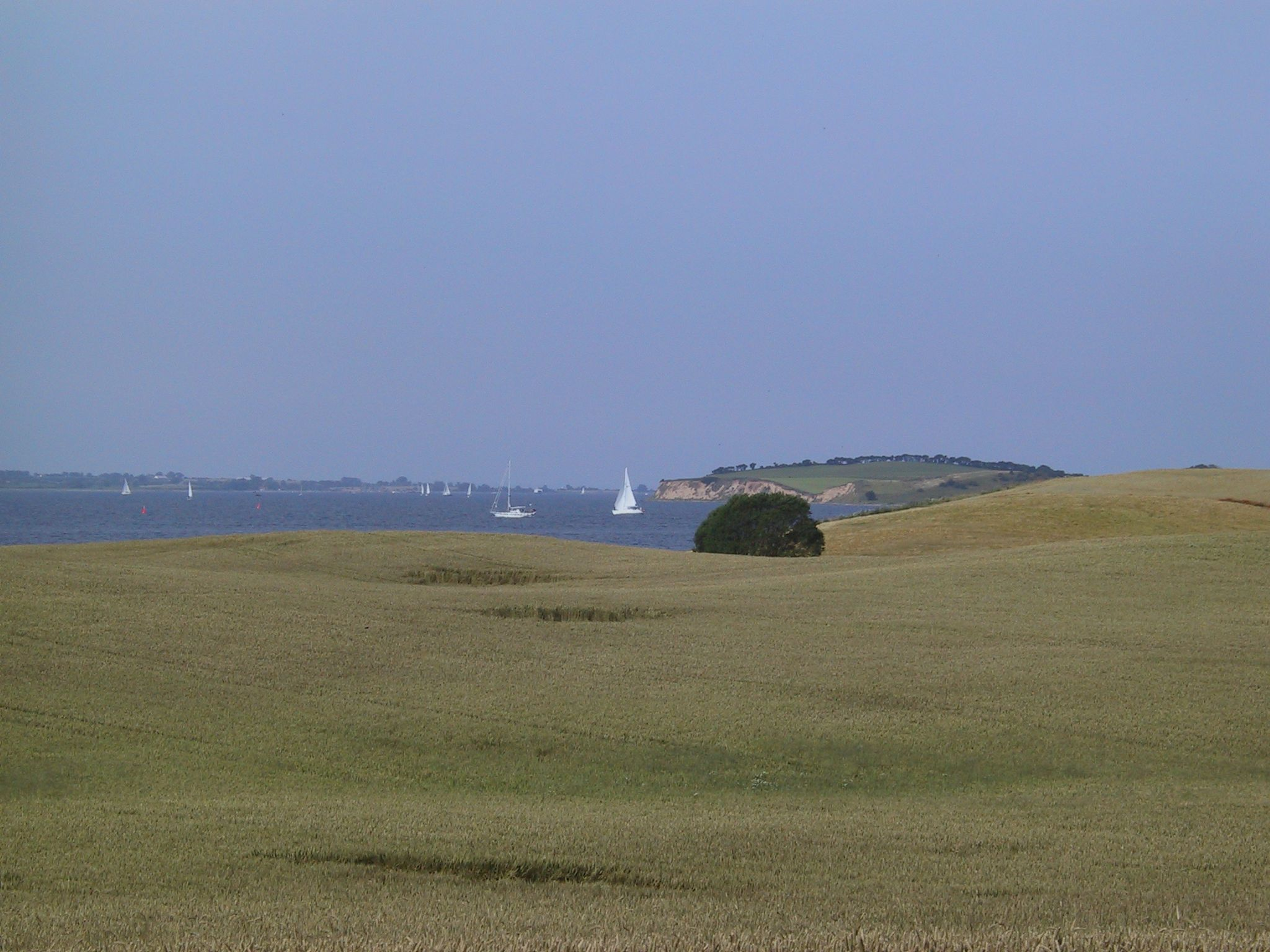

熊島（丹麥語：Bjørnø），是丹麥的島嶼，處於菲英島以南，屬於南菲英群島的一部分，由福堡-中菲英市鎮負責管轄，面積1.5平方公里，2018年該島有34名居民。